# Harju (Hiiumaa)
Harju (Duits: Harjo) is een plaats in de Estlandse gemeente Hiiumaa, provincie Hiiumaa. De plaats heeft de status van dorp (Estisch: küla).
Tot in oktober 2017 behoorde Harju tot de gemeente Emmaste en sindsdien tot de fusiegemeente Hiiumaa.

## Bevolking
Het dorp had 73 inwoners op 31 december 2011 en 59 inwoners op 31 december 2021.

## Ligging
De plaats ligt in het zuidelijke deel van het eiland Hiiumaa. De Tugimaantee 83, de secundaire weg van Suuremõisa via Käina naar Emmaste, komt door Harju.

## Geschiedenis
Harju werd voor het eerst vermeld in 1565 onder de naam Harie by als dorp (by is Zweeds voor ‘dorp’) op het landgoed van Waimel (Vaemla). De Duitse naam Harjo werd voor het eerst gebruikt in 1798.